# Liga okręgowa (2013/2014)
Liga okręgowa 2013/2014 była 11. edycją rozgrywek oddzielnego szóstego poziomu ligowego piłki nożnej mężczyzn w Polsce w województwie zachodniopomorskim, które prowadzone były w 2 grupach. Mistrzowie i wicemistrzowie obu grup awansowali do IV ligi, gr. zachodniopomorskiej. Najsłabsze drużyny z obu grup spadły do odpowiedniej terytorialnie klasy okręgowej.

## Grupa koszalińska

### Drużyny
| Uczestnicy poprzedniej edycji                                                                                 | Uczestnicy poprzedniej edycji | Uczestnicy poprzedniej edycji | Uczestnicy poprzedniej edycji |
| --- | ----------------------------- | ----------------------------- | ----------------------------- |
| BIA | Iskra Białogard               | 3                             |                               |
| MAL | Arkadia Malechowo             | 4                             |                               |
| ZRK | Zryw Kretomino                | 5                             |                               |
| WBI | Wybrzeże Biesiekierz          | 6                             |                               |
| DDA | Darłovia Darłowo              | 7                             |                               |
| GOS | Olimp Gościno                 | 8                             |                               |
| POL | Gryf Polanów                  | 9                             |                               |
| MBO | Mechanik Bobolice             | 10                            |                               |
| OZŁ | Olimp Złocieniec              | 11                            |                               |
| Spadek z IV ligi 2012/2013                                                                                    |                               |                               |                               |
| grupa zachodniopomorska                                                                                       |                               |                               |                               |
| WIE | Wiekowianka Wiekowo           | 14                            |                               |
| CZA | Lech Czaplinek                | 15                            |                               |
| OWA | Orzeł Wałcz                   | 16                            |                               |
| Awans z klasy okręgowej 2012/2013                                                                             |                               |                               |                               |
| grupa Koszalin (południe)                                                                                     |                               |                               |                               |
| KCZ | Korona Człopa                 | 1                             |                               |
| DŚW | Drzewiarz Świerczyna          | 2                             |                               |
| grupa Koszalin (północ)                                                                                       |                               |                               |                               |
| BA2 | Bałtyk II Koszalin            | 1                             |                               |
| PDR | Piast Drzonowo                | 2                             |                               |
| Oznaczenia: - kolumna pierwsza – skróty nazw drużyn, - kolumna trzecia – miejsce zajęte w poprzednim sezonie. |                               |                               |                               |

### Tabela
| Lp. | Drużyna                 | M  | Z  | R | P  | Bramki | Bramki | Różn. | Pkt | Uwagi                       | Bezpośrednio |
| --- | ----------------------- | -- | -- | - | -- | ------ | ------ | ----- | --- | --------------------------- | ------------ |
| 1   | Iskra Białogard (M) (A) | 30 | 23 | 3 | 4  | 80     | 27     | +53   | 72  | Awans do IV ligi            |              |
| 2   | Lech Czaplinek (A)      | 30 | 19 | 3 | 8  | 60     | 42     | +18   | 60  | Awans do IV ligi            |              |
| 3   | Wybrzeże Biesiekierz    | 30 | 17 | 4 | 9  | 60     | 43     | +17   | 55  |                             |              |
| 4   | Gryf Polanów            | 30 | 15 | 6 | 9  | 50     | 35     | +15   | 51  |                             |              |
| 5   | Piast Drzonowo          | 30 | 15 | 3 | 12 | 54     | 51     | +3    | 48  |                             |              |
| 6   | Olimp Gościno           | 30 | 14 | 4 | 12 | 54     | 47     | +7    | 46  | GOS – WIE 3:1 WIE – GOS 0:1 |              |
| 7   | Wiekowianka Wiekowo     | 30 | 14 | 4 | 12 | 55     | 38     | +17   | 46  | GOS – WIE 3:1 WIE – GOS 0:1 |              |
| 8   | Arkadia Malechowo       | 30 | 12 | 8 | 10 | 49     | 35     | +14   | 44  |                             |              |
| 9   | Korona Człopa           | 30 | 12 | 6 | 12 | 56     | 60     | −4    | 42  |                             |              |
| 10  | Zryw Kretomino          | 30 | 12 | 3 | 15 | 55     | 49     | +6    | 39  |                             |              |
| 11  | Olimp Złocieniec        | 30 | 10 | 5 | 15 | 51     | 80     | −29   | 35  |                             |              |
| 12  | Bałtyk II Koszalin      | 30 | 10 | 4 | 16 | 50     | 76     | −26   | 34  |                             |              |
| 13  | Drzewiarz Świerczyna    | 30 | 9  | 5 | 16 | 41     | 75     | −34   | 32  |                             |              |
| 14  | Darłovia Darłowo (S)    | 30 | 9  | 2 | 19 | 47     | 61     | −14   | 29  | Spadek do klasy okręgowej   |              |
| 15  | Orzeł Wałcz (S)         | 30 | 7  | 6 | 17 | 40     | 62     | −22   | 27  | Spadek do klasy okręgowej   |              |
| 16  | Mechanik Bobolice (S)   | 30 | 7  | 4 | 19 | 52     | 73     | −21   | 25  | Spadek do klasy okręgowej   |              |

## Grupa szczecińska

### Drużyny
| Uczestnicy poprzedniej edycji                                                                                 | Uczestnicy poprzedniej edycji | Uczestnicy poprzedniej edycji | Uczestnicy poprzedniej edycji |
| --- | ----------------------------- | ----------------------------- | ----------------------------- |
| PCW | Piast Chociwel                | 3                             |                               |
| DOB | Zorza Dobrzany                | 4                             |                               |
| PON | Pomorzanin Nowogard           | 5                             |                               |
| CHO | Odra Chojna                   | 6                             |                               |
| SLI | Stal Lipiany                  | 7                             |                               |
| PPŁ | Polonia Płoty                 | 8                             |                               |
| INA | Ina Ińsko                     | 9                             |                               |
| VPR | Victoria 95 Przecław          | 10                            |                               |
| MOR | Morzycko Moryń                | 11                            |                               |
| UDO | Unia Dolice                   | 12                            |                               |
| KLO | Klon Krzęcin                  | 13                            |                               |
| ISM | Iskierka Śmierdnica           | 142                           |                               |
| Spadek z III ligi 2012/2013                                                                                   |                               |                               |                               |
| grupa I |                               |                               |                               |
| BAR | Pogoń Barlinek                | 71,4                          |                               |
| Awans z klasy okręgowej 2012/2013                                                                             |                               |                               |                               |
| grupa Szczecin (południe)                                                                                     |                               |                               |                               |
| OMY | Osadnik Myślibórz             | 1                             |                               |
| grupa Szczecin (północ)                                                                                       |                               |                               |                               |
| POP | Pomorzanin Przybiernów        | 14                            |                               |
| FL2 | Flota II Świnoujście          | 2                             |                               |
| Oznaczenia: - kolumna pierwsza – skróty nazw drużyn, - kolumna trzecia – miejsce zajęte w poprzednim sezonie. |                               |                               |                               |

| Uczestnicy dołączeni do ligi | Uczestnicy dołączeni do ligi |
| ---------------------------- | ---------------------------- |
| Gavia Choszczno              | -3                           |

Objaśnienia:
1. Pogoń Barlinek wycofał się po zakończeniu poprzedniego sezonu z rozgrywek III ligi.
2. Sława Sławęcin (wicemistrz grupy południowej klasy okręgowej) zrezygnował z awansu do ligi okręgowej, w związku z czym utrzymała się Iskierka Śmierdnica.
3. Gavia Choszczno została dołączona do rozgrywek.
4. Pogoń Barlinek i Pomorzanin Przybiernów wycofały się po rundzie jesiennej.

### Tabela
| Lp. | Drużyna                  | M  | Z  | R  | P  | Bramki | Bramki | Różn. | Pkt | Uwagi                       | Bezpośrednio |
| --- | ------------------------ | -- | -- | -- | -- | ------ | ------ | ----- | --- | --------------------------- | ------------ |
| 1   | Odra Chojna (M) (A)      | 32 | 23 | 5  | 4  | 83     | 30     | +53   | 74  | Awans do IV ligi            |              |
| 2   | Osadnik Myślibórz (A)    | 32 | 23 | 3  | 6  | 76     | 36     | +40   | 72  | Awans do IV ligi            |              |
| 3   | Piast Chociwel           | 32 | 21 | 6  | 5  | 61     | 22     | +39   | 69  |                             |              |
| 4   | Polonia Płoty            | 32 | 17 | 6  | 9  | 102    | 46     | +56   | 57  | PPŁ – GAV 5:1 GAV – PPŁ 0:1 |              |
| 5   | Gavia Choszczno          | 32 | 18 | 3  | 11 | 70     | 51     | +19   | 57  | PPŁ – GAV 5:1 GAV – PPŁ 0:1 |              |
| 6   | Zorza Dobrzany           | 32 | 15 | 9  | 8  | 64     | 42     | +22   | 54  |                             |              |
| 7   | Pomorzanin Nowogard      | 32 | 13 | 10 | 9  | 58     | 50     | +8    | 49  |                             |              |
| 8   | Stal Lipiany             | 32 | 14 | 5  | 13 | 62     | 59     | +3    | 47  |                             |              |
| 9   | Flota II Świnoujście     | 32 | 13 | 7  | 12 | 67     | 70     | −3    | 46  |                             |              |
| 10  | Ina Ińsko                | 32 | 13 | 3  | 16 | 40     | 49     | −9    | 42  |                             |              |
| 11  | Unia Dolice              | 32 | 11 | 8  | 13 | 40     | 45     | −5    | 41  |                             |              |
| 12  | Morzycko Moryń           | 32 | 12 | 1  | 19 | 67     | 79     | −12   | 37  |                             |              |
| 13  | Klon Krzęcin (S)         | 32 | 11 | 2  | 19 | 56     | 93     | −37   | 35  | Spadek do klasy okręgowej   |              |
| 14  | Victoria 95 Przecław (S) | 32 | 8  | 4  | 20 | 39     | 77     | −38   | 28  | Spadek do klasy okręgowej   |              |
| 15  | Iskierka Śmierdnica (S)  | 32 | 7  | 5  | 20 | 35     | 71     | −36   | 26  | Spadek do klasy okręgowej   |              |
| 16  | Pogoń Barlinek1          | 32 | 6  | 3  | 23 | 26     | 71     | −45   | 21  | Drużyna wycofana            |              |
| -   | Pomorzanin Przybiernów1  | 32 | 5  | 2  | 25 | 19     | 80     | −61   | 17  | Drużyna wycofana            |              |